# Bredmunsflugor
Bredmunsflugor (Platystomatidae) är en familj av tvåvingar. Bredmunsflugor ingår i ordningen tvåvingar, klassen egentliga insekter, fylumet leddjur och riket djur. Enligt Catalogue of Life omfattar familjen Platystomatidae 1158 arter. 

## Bildgalleri

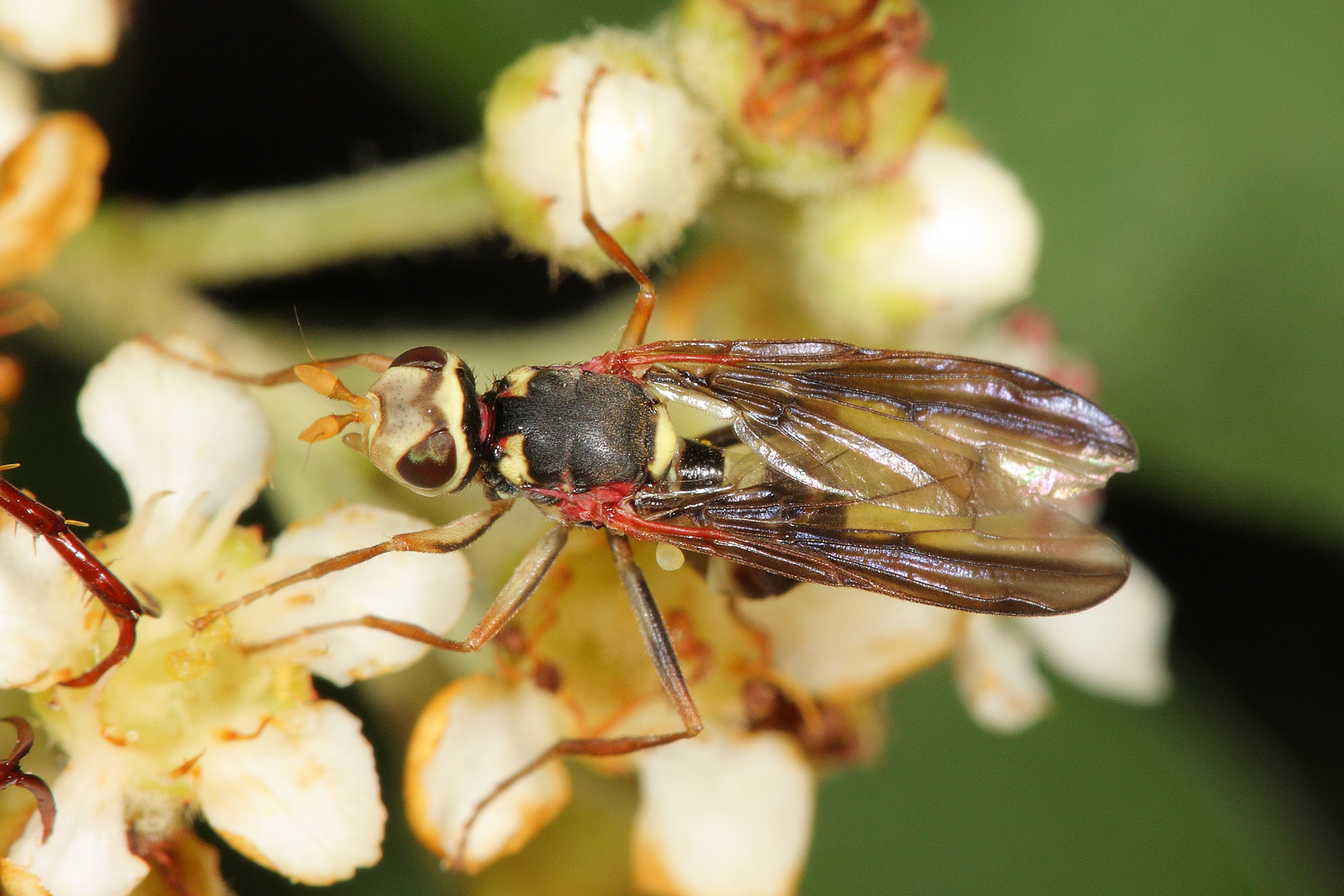
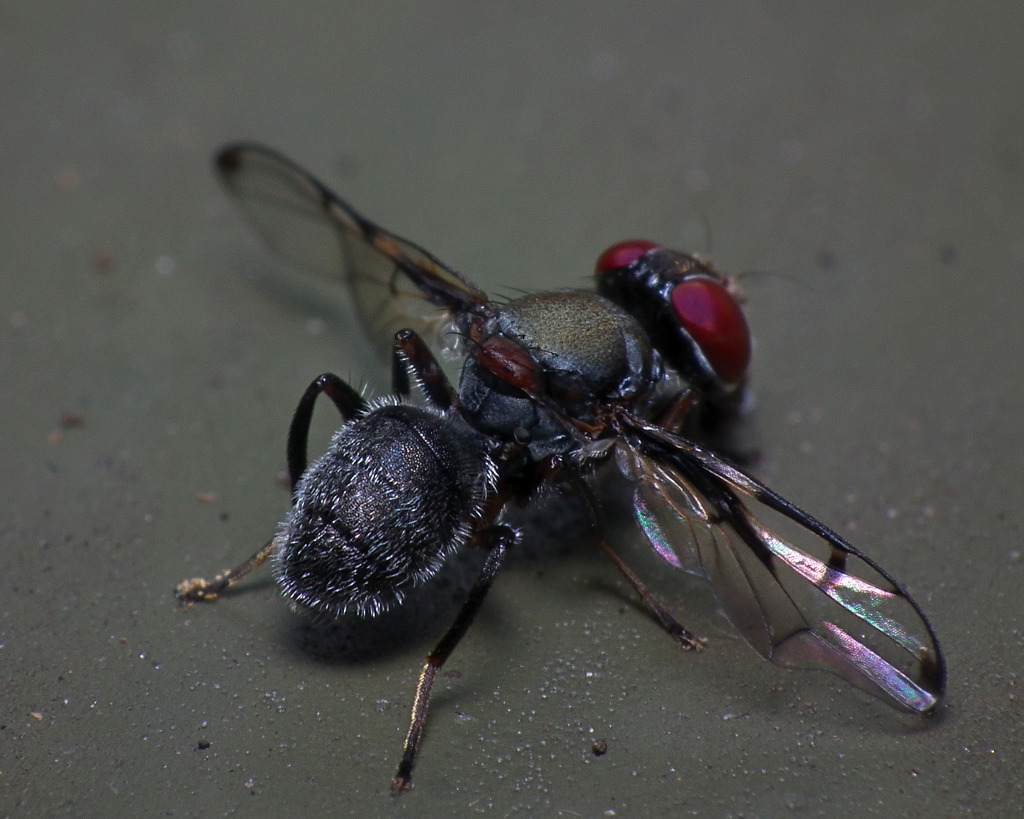
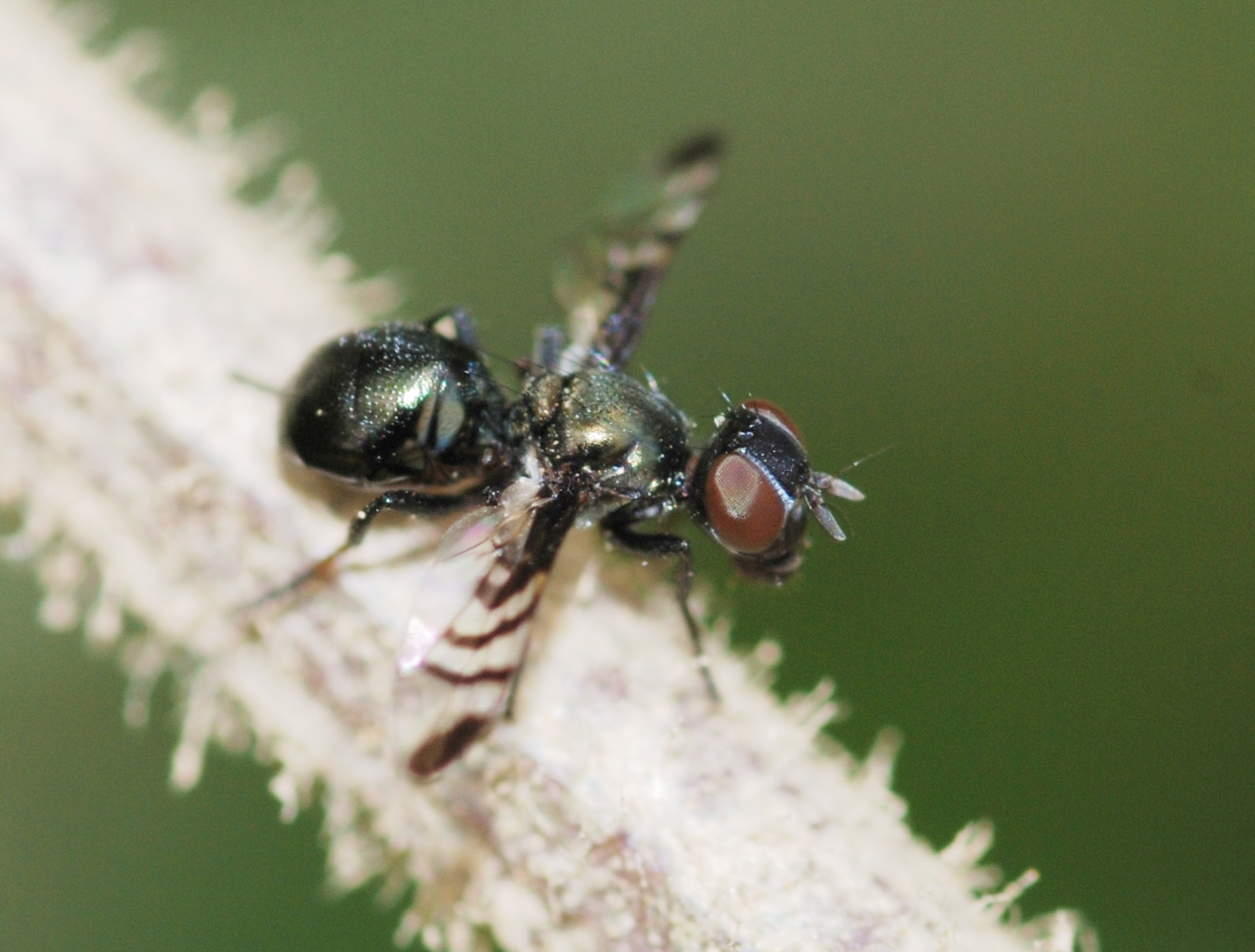

## Dottertaxa till bredmunsflugor, i alfabetisk ordning[1][2]
- Acanthoneuropsis
- Achias
- Aetha cowanae
- Agadasys
- Aglaioptera incomparabilis
- Agrochira
- Amphicnephes
- Angelopteromyia
- Angitula
- Antineura
- Apactoneura flavicornis
- Apiola
- Asyntona
- Atopocnema
- Atopognathus
- Bama
- Boisduvalia rutilans
- Brea
- Bromophila caffra
- Chaetorivellia trifasciata
- Cladoderris
- Cleitamia
- Cleitamoides
- Clitodoca fenestralis
- Coelocephala
- Conicipithea addens
- Conopariella
- Dayomyia molens
- Duomyia
- Elassogaster
- Engistoneura
- Eosamphicnephes africanus
- Eudasys ophrys
- Eumeka
- Euprosopia
- Eurypalpus testaceus
- Euthyplatystoma
- Euxestomoea
- Federleyella
- Furcamyia
- Guamomyia fascipennis
- Himeroessa pretiosa
- Hysma lacteum
- Icteracantha
- Imugana
- Inium
- Laglaizia
- Lambia coelocephala
- Lamprogaster
- Lamprophthalma
- Lenophila
- Lophoplatystoma
- Loxoceromyia longicornis
- Loxoneura
- Loxoneuroides variipennis
- Lule
- Lulodes
- Mesoctenia
- Metoposparga trilineata
- Mezona
- Microepicausta
- Microlule flavimana
- Micronesomyia hemihyalina
- Mindanaia latifasciata
- Montrouziera
- Musca
- Naupoda
- Nemopoda cothurnata
- Neoardelio
- Neoepidesma
- Neohemigaster albovittata
- Oeciotypa
- Oedemachilus coquereli
- Ortalis
- Palpomya
- Par
- Parardelio
- Paryphodes
- Peltacanthina
- Phasiamya metallica
- Philocompus
- Phlebophis serpentina
- Phlyax simmondsi
- Phytalmodes
- Piara
- Picrometopus
- Plagiostenopterina
- Plastotephritis
- Platystoma
- Poecilotraphera
- Pogonortalis
- Polystodes ichneumoneus
- Prionoscelia
- Prosopoconus fuscigenu
- Prosthiochaeta
- Pseudepicausta
- Pseudocleitamia
- Pseudorichardia
- Pterogenia
- Pterogenomyia
- Rhegmatosaga latiuscula
- Rhytidortalis
- Rivellia
- Scelostenopterina femorata
- Scholastes
- Scotinosoma
- Seguyopiara
- Senopterina
- Signa
- Sors wrightae
- Sphenoprosopa fascipennis
- Stellapteryx
- Steyskaliella
- Tarfa bowleyae
- Tomeus wyliei
- Traphera
- Trigonosoma
- Trypeta dorsigutta
- Valonia
- Venacalva
- Xenaspis
- Xenaspoides
- Xiria
- Xyrogena
- Zealandortalis
- Zygaenula paradoxa